# Jungfrukällan
Jungfrukällan (bra: A Fonte da Donzela; prt: A Fonte da Virgem) é um filme sueco de 1959, do gênero drama, realizado por Ingmar Bergman.

## Sinopse
No norte da Europa, mais propriamente na Suécia do século XIV, a população andava entre o cristianismo e o paganismo. Herr Töre e Märeta Töre formam um casal que tem uma casa rural. Eles são cristãos convictos e ensinaram a Karin Töre, sua filha, uma adolescente de quinze anos de idade, levar velas para a igreja da sua zona e acendê-las em honra de Virgem Maria.
No caminho para a igreja Karin é violada e assassinada por dois pastores de cabras. Quando a noite cai os criminosos vão pedir comida e abrigo para os pais de Karin. São acolhidos cordialmente pelo casal e Herr Töre dá-lhes trabalho. Märeta está um pouco nervosa, pois a filha ainda não regressou, mas o seu marido tenta tranquilizá-la. Mas mais tarde a ânsia da mãe concretiza-se quando um dos pastores, sem saber quer vender uma peça de roupa de Karin para a sua mãe. Ela reconhece a roupa, mas diz que vai pensar e vai falar com o marido. O casal agora só pensa em vingar a morte da filha.

## Elenco
- Max von Sydow .... Herr Töre
- Birgitta Valberg .... Märeta Töre
- Gunnel Lindblom .... Ingeri
- Birgitta Pettersson .... Karin Töre
- Axel Düberg .... Thin Hendsman
- Tor Isedal .... Mute Herdsman
- Allan Edwall .... Beggar
- Gudrun Bost .... Frida
- Oscar Ljung .... Simon

## Principais prémios e nomeações
Festival de Cannes (1960)
- Ingmar Bergman recebeu Menção Especial.
- O filme foi indicado à Palma de Ouro.

Óscar (1961)
- Venceu na categoria de melhor filme estrangeiro.
- Indicado na categoria de melhor figurino e melhor filme em preto e branco.

Globo de Ouro (1961)
- Venceu o prêmio Samuel Goldwyn, juntamente com La vérité, na categoria de melhor filme estrangeiro.